# Mazzy Star
Mazzy Star – amerykański zespół rocka alternatywnego i dream popu, założony w Santa Monica w 1988 roku.

## Historia
Grupa powstała z przekształcenia działającego od połowy lat 80. zespołu nurtu Paisley Underground Opal (nazwanego początkowo Clay Allison), w którym grał David Roback i do którego dołączyła folkowa wokalistka Hope Sandoval. Jedynie ta dwójka stanowiła stały trzon zespołu, współpracownicy zmieniali się stosunkowo często. Grupa prezentowała psychodeliczną odmianę rocka alternatywnego, czerpiąc z folku, dream popu i shoegazingu. Pierwsza płyta grupy została wydana w 1990 przez Rough Trade Records, kolejne wyszły nakładem Capitol Records. Największą popularność grupie przyniósł singiel Fade Into You z 1994 roku, który dotarł do 44. miejsca listy Billboard Hot 100 i 48. na UK Singles Chart. Zespół rozwiązał się w roku 1997, po czym reaktywował się jeszcze dwukrotnie, wydając ostatnią z płyt, Seasons of Your Day, w roku 2013 i wyruszając na trasę koncertową w 2012. Po raz kolejny zespół zawiesił działalność w roku 2014.
14 maja 2017 zmarł Keith Mitchell, grający na perkusji na wszystkich płytach zespołu.

## Członkowie
Ostatni skład
- Hope Sandoval – wokal, gitara akustyczna, harmonijka ustna, organy Hammonda, perkusja, glockenspiel, ksylofon
- David Roback (zm. 2020) – gitara elektryczna, fortepian, keyboard

Ostatni współpracownicy
- Suki Ewers – keyboardy
- Keith Mitchell (zm. 2017) – perkusja
- Colm Ó Cíosóig – gitara basowa
- Josh Yenne – gitara, elektryczna gitara hawajska

Byli członkowie i współpracownicy
- Kurt Elzner – gitara
- Jill Emery – gitara basowa
- William Cooper – keyboardy, skrzypce

## Dyskografia
Albumy
- She Hangs Brightly (1990)
- So Tonight That I Might See (1993) UK #68, US #36
- Among My Swan (1996) UK #57, US #68
- Seasons of Your Day (2013) UK #48, US #44

Single
- 1990: Blue Flower
- 1993: Five String Serenade
- 1994: Fade into You
- 1995: Halah
- 1996: Flowers in December
- 2009: Into Dust (singiel internetowy)
- 2011: Common Burn/Lay Myself Down
- 2013: California
- 2014: I’m Less Here (samodzielny singiel)